# Ottonska dynastin

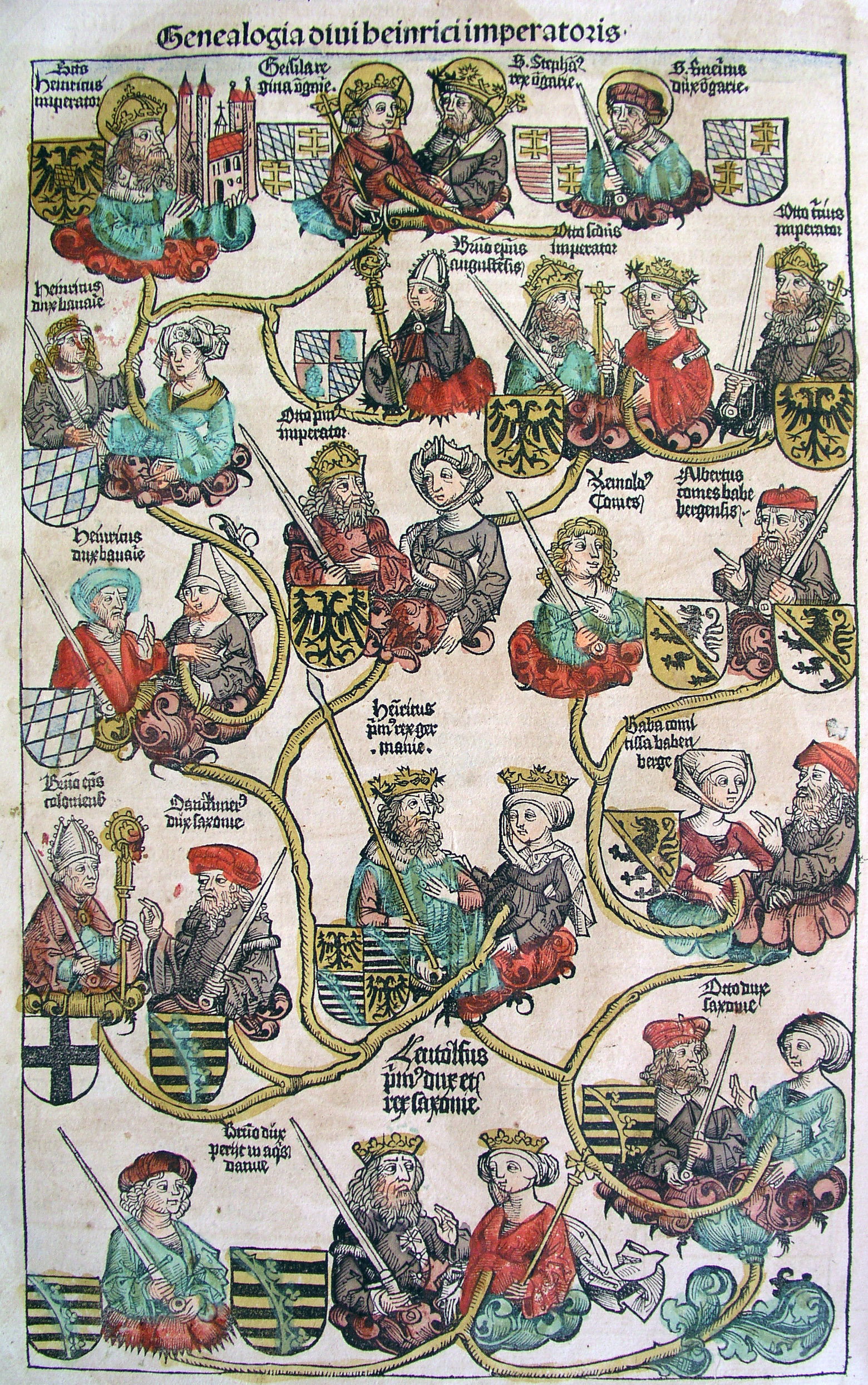
Släktträd över den ottonska dynastin. Ur Nürnbergkrönikan.

Liudolfingerna, även kallade den ottonska dynastin, var en sachsisk adelssläkt som grundade ett tyskt furstehus. De regerade det ostfrankisk-tyska kejsardömet från år 919 till år 1024. Den förste kände stamfadern till furstehuset var Liudolf av Sachsen (död 866). Beteckningen "ottonska dynastin" går tillbaka på de tre kejsarna Otto I, Otto II och Otto III, som tillhörde furstehuset.
Släktens uppgång är förbunden med det östfrankiska rikets uppgång och bildandet av det som kom att bli det tysk-romerska riket. Genom Konrad I:s beslut att utnämna Henrik I av Sachsen till sin arvinge upphöjdes släkten till tyskt kungahus.

## Regenter
- Henrik I "Fågelfångaren" av Sachsen, tysk kung från 919 till 936
- Otto I "den store", regent från 936, kejsare från 962 till 973
- Otto II, medregent 963, medkejsare 967, ensam kejsare från 973 till 983
- Otto III, regent 983–1002, från 996 som kejsare
- Henrik II, regent från 1002 till 1024, från 1014 som kejsare